# Hruševo
Hruševo is een plaats in Slovenië en maakt deel uit van de gemeente Dobrova-Polhov Gradec in de NUTS-3-regio Osrednjeslovenska. De plaats telde 527 inwoners op 1 januari 2020.

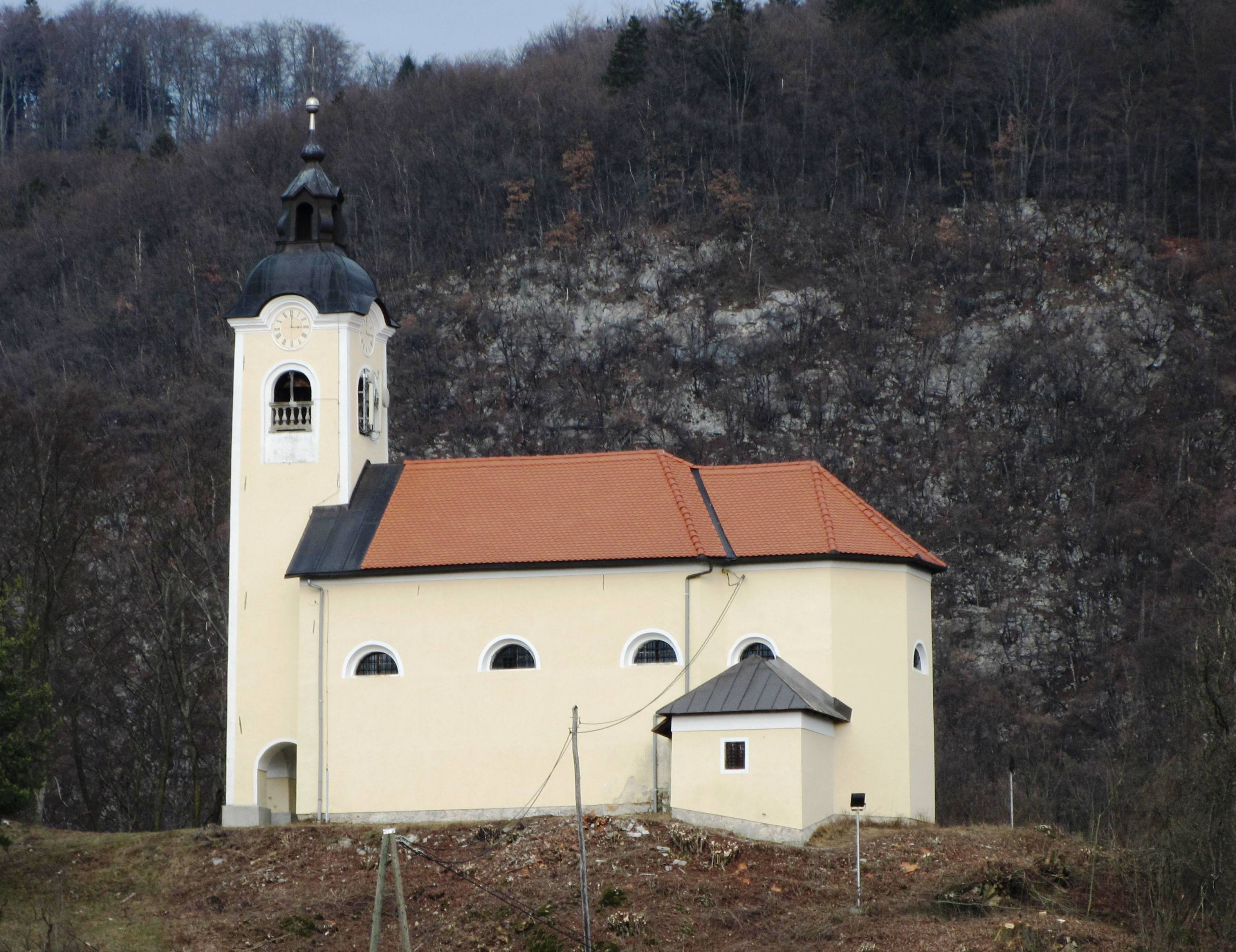
Kerk van St George in Hruševo
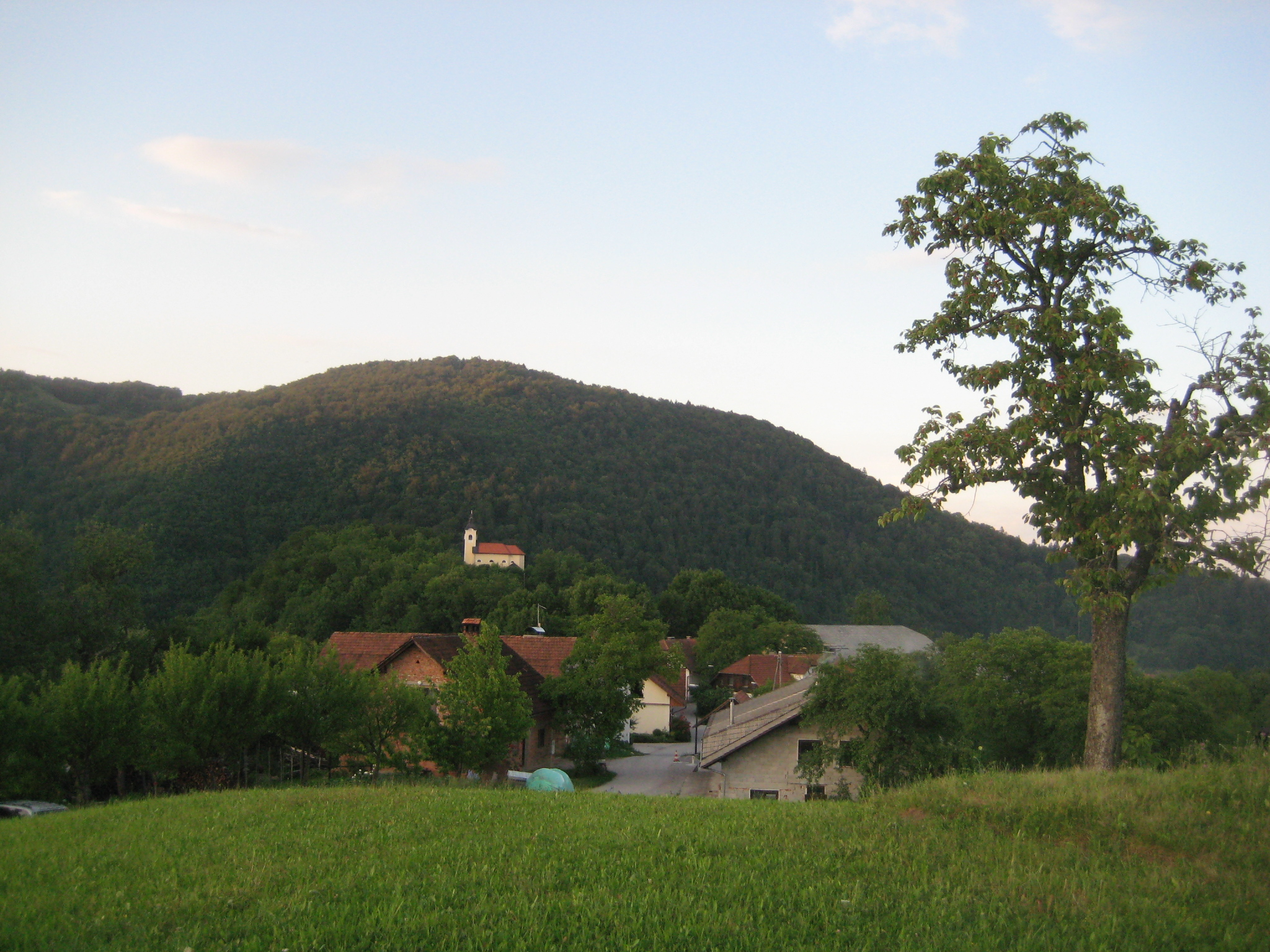
Hruševo